# アート・ルーニー賞
アート・ルーニー賞は、フィールドにおける卓越したスポーツマンシップが認めれた選手に贈られるNFLの賞。賞は2015年シーズンに創設され、NFL年間授賞式であるNFLオナーズで表彰されている。ピッツバーグ・スティーラーズの元オーナーでプロフットボール殿堂入りしているアート・ルーニーを賞の名前に冠している。

## 受賞者
| 年   | 選手                       | ポジション           | チーム                             | Ref    |
| ---- | -------------------------- | -------------------- | ---------------------------------- | ------ |
| 2014 | ラリー・フィッツジェラルド | ワイドレシーバー     | アリゾナ・カージナルス             | [ 3 ]  |
| 2015 | チャールズ・ウッドソン     | セイフティ           | オークランド・レイダース           | [ 4 ]  |
| 2016 | フランク・ゴア             | ランニングバック     | インディアナポリス・コルツ         | [ 5 ]  |
| 2017 | ルーク・キークリー         | ラインバッカー       | カロライナ・パンサーズ             | [ 6 ]  |
| 2018 | ドリュー・ブリーズ         | クォーターバック     | ニューオーリンズ・セインツ         | [ 7 ]  |
| 2019 | エイドリアン・ピーターソン | ランニングバック     | ワシントン・レッドスキンズ         | [ 8 ]  |
| 2020 | テディ・ブリッジウォーター | クォーターバック     | カロライナ・パンサーズ             | [ 9 ]  |
| 2021 | マシュー・スレイター       | スペシャルチーム     | ニューイングランド・ペイトリオッツ | [ 10 ] |
| 2022 | カライス・キャンベル       | ディフェンシブエンド | ボルチモア・レイブンズ             | [ 11 ] |
| 2023 | ボビー・ワグナー           | ラインバッカー       | シアトル・シーホークス             | [ 12 ] |
| 2024 | ジョシュ・アレン           | クォーターバック     | バッファロー・ビルズ               | [ 13 ] |